# Rekin foremkowy
Rekin foremkowy (Isistius brasiliensis) – gatunek niewielkiego rekina z rodziny scymnowatych (Dalatiidae), zamieszkującego głębiny oceaniczne strefy zwrotnikowej. Po raz pierwszy ten gatunek opisali francuscy naukowcy Jean René Constant Quoy i Joseph Paul Gaimard. Nadali mu nazwę Scymnus brasiliensis, ponieważ pierwszy okaz wyłowili niedaleko brzegów Brazylii. Jego bliskim krewniakiem jest Isistius plutodus.

## Występowanie
Rekina foremkowego spotyka się w wodach strefy zwrotnikowej, często w pobliżu wysp. Występuje w wielu miejscach na świecie: w wodach u wybrzeży wyspy Mauritius, w wodach Australazji, u wybrzeży Afryki i obu Ameryk. Jest rybą głębinową, żyje na głębokości 3,7 km. Na polowanie wypływa wyżej.

## Opis

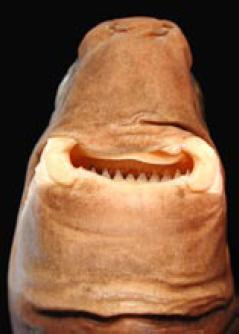
Paszcza

Rekin foremkowy jest niewielkim rekinem, ma tylko 35–50 cm długości. Ma zaokrągloną głowę i okrągłą paszczę pełną ostrych zębów. Dzięki niej i swoim mięsistym wargom może wczepić się w ofiarę i oderwać kęs. W okolicy szczelin skrzelowych występuje ciemna opaska. Ciało w kształcie cygara ma odcienie od czekoladowobrązowego do ciemnoszarego. Płetwy piersiowe krótkie. W naturalnym świetle spodnia część ciała roztacza bioluminescencyjną zieloną poświatę. Zęby tego rekina są proporcjonalnie największe na świecie.

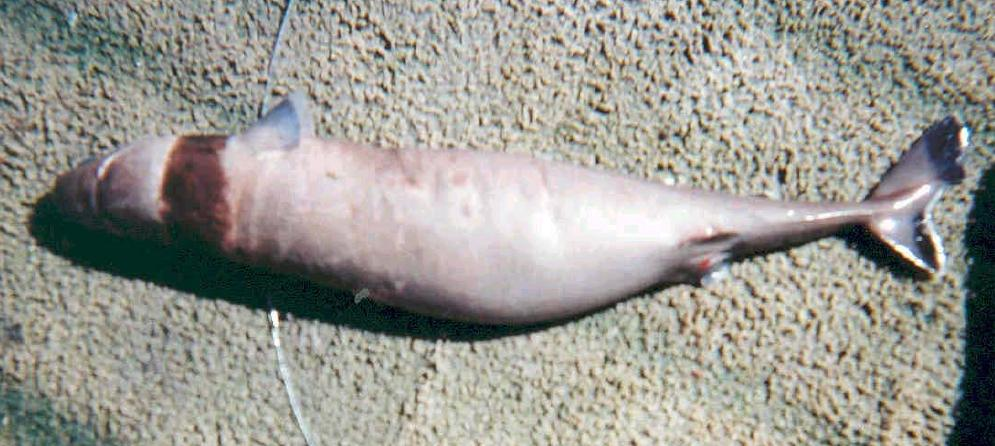
Na zdjęciu dobrze widać ciemną opaskę

## Odżywianie się

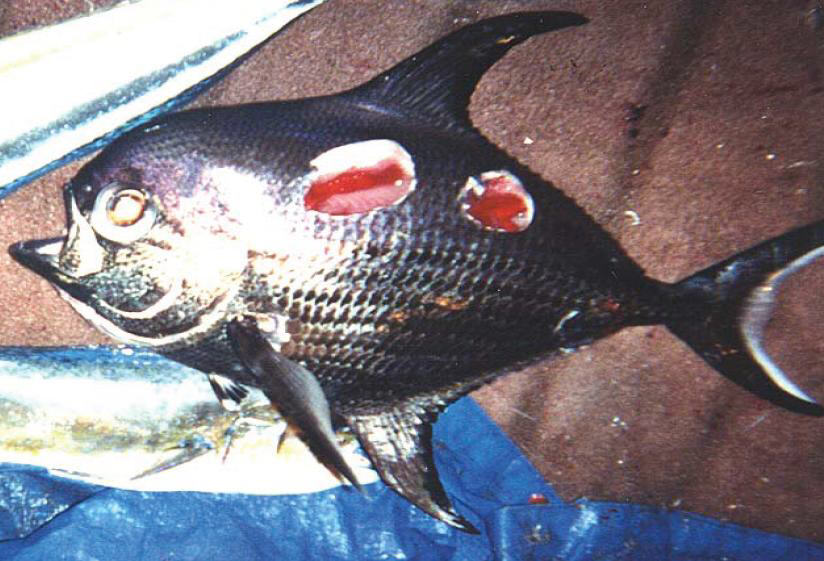
Ofiara rekina foremkowego

Ten gatunek rekina odżywia się głębinowymi kałamarnicami (niekiedy prawie tej samej długości) oraz skorupiakami, jednakże okazuje się on również ektopasożytem fakultatywnym większych zwierząt. Posiada on mocne szczęki i duże zęby, a także przystosowaną gardziel do przyczepiania się do większych zwierząt, takich jak marliny (Istiophoridae), tuńczyki białe (Thunnus alalunga) i inne tuńczyki (Thunnini), solandry (Acanthocybium solandri), koryfeny (Coryphaenidae), rekiny wielkogębowe (Megachasma pelagios), a także delfinowate (Delphinidae) i inne walenie. Jego świecący brzuch wabi drapieżniki, które biorą go za pokarm, ale zamiast tego to one doświadczają pasożytnictwa ze strony rekina foremkowego. Rekin wbija swoje ostre dolne zęby w ciało ofiary, obraca się, aby wyciąć stożkowy czop z mięsa, a następnie wyciąga urwany kawałek, trzymając go w dolnej szczęce, która służy jak czerpak i trzymając go za haczykowate górne zęby. Zwierzę pozostawia rany przypominające kratery na ciałach wymienionych taksonów. Ślady zębów znajdowane są nawet na łodziach podwodnych US Navy.

## Rekin foremkowy w kulturze
W 2011 wszedł do kin film pod tytułem Noc rekinów (ang. Shark Night), gdzie rekiny te zabiły jedną z bohaterek.